# چیلاگو، کوئینزلند
چیلاگو (به انگلیسی: Chillagoe) یک شهرک در استرالیا است که در Shire of Mareeba واقع شده‌است.